# Samuel Nunn
Samuel Nunn, noto come Sam Nunn (12 settembre 1996), è un canottiere britannico.

## Biografia
Agli europei di Monao di Baviera 2022 si è laureato campione continentale nel quattro senza con William Stewart, Matthew Aldridge e Freddie Davidson.
Ai mondiali di Račice 2022 ha vinto l'oro nel quattro senza, con i connazionali William Stewart, David Ambler e Freddie Davidson.

## Palmarès
- Mondiali

Račice 2022: oro nel quattro senza;
- Europei

Monao di Baviera 2022: oro nel quattro senza;